# قصه‌های کوتاه برای بچه‌های ریش‌دار
قصه‌های کوتاه برای بچه‌های ریش‌دار مجموعه دوازده داستان از محمدعلی جمالزاده است. این کتاب در سال ۱۳۵۳ منتشر شد. 

## داستان‌ها
داستان‌های این مجموعه عبارت‌اند از:
1. عروسی داریم و عروسی
2. نوروز و عیدی خاله خداداد
3. قبل بر وزن دهل
4. تعصب یک‌طرفه
5. بگیر و نده
6. خیرخواهی محض
7. دلی دارد زیبا
8. صالح و طالح
9. سقط فروش و پیر قوم
10. نان و دندان
11. پینه‌دوز
12. پاشنه‌کش